# Crematorio
Un crematorio (también conocido como retorta) es una máquina en la que los cuerpos se queman hasta los huesos, eliminando todo el tejido blando. Los crematorios se encuentran generalmente en funerarias, capillas, cementerios, hospitales veterinarios o en instalaciones independientes.

## Historia
Antes de la Revolución Industrial, cualquier cremación que tuviera lugar estaba en una pira abierta al aire libre. Con leña y, en menor medida, el carbón era la única opción de combustible disponible y la baja eficiencia energética inherente a dicha configuración. No sorprende entonces que la cremación tuviera una popularidad mínima en áreas densamente pobladas. Esto fue así hasta que la tecnología del horno, desarrollada durante la Revolución industrial, pudo aplicarse a la cremación para hacerla más práctica en un mundo en proceso de urbanización.

### El primer crematorio moderno

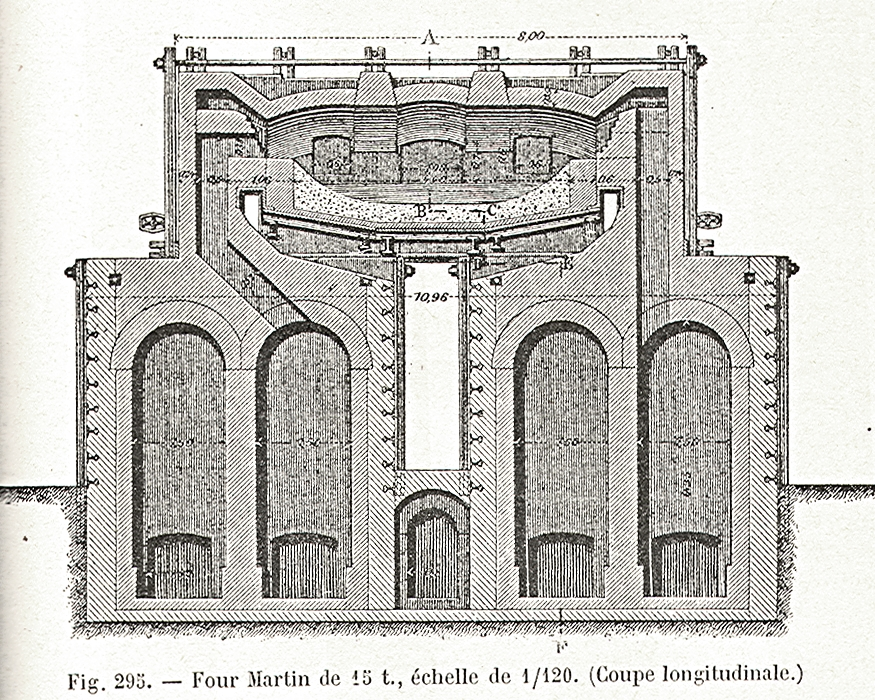
Sir Carl Wilhelm Siemens creó el horno regenerativo que hizo de la cremación una posibilidad técnica.

El movimiento organizado para instaurar la cremación como un método viable para la eliminación del cuerpo comenzó en la década de 1870. En 1869 la idea la presentaron, en el Congreso Internacional de Medicina de Florencia, los profesores Coletti y Castiglioni "en el nombre de la salud pública y de la civilización". En 1873, el profesor Paolo Gorini, de Lodi, y el profesor Lodovico Brunetti, de Padua, publicaron informes o trabajos prácticos que habían realizado. Un modelo del aparato de cremación de Brunetti, junto con las cenizas resultantes, se exhibió en la Exposición de Viena de 1873 y atrajo gran atención, incluida la de Sir Henry Thompson, primer baronet, cirujano y médico de la reina Victoria, que regresó a casa para convertirse en el primer y principal promotor de la cremación en Inglaterra.
Mientras tanto, Carl Wilhelm Siemens había desarrollado su horno de regeneración en la década de 1850. Este horno funcionaba a alta temperatura mediante el precalentamiento regenerativo de combustible y aire para la combustión. En el precalentamiento regenerativo, los gases de escape del horno se bombean a una cámara que contiene ladrillos, donde el calor se transfiere de los gases a los ladrillos. El flujo del horno se invierte para que el combustible y el aire pasen a través de la cámara y se calienten con los ladrillos. Mediante este método, un horno de hogar abierto puede alcanzar temperaturas lo suficientemente altas como para derretir el acero, y este proceso hizo de la cremación una propuesta eficiente y práctica. El sobrino de Carl, Carl Friedrich von Siemens, perfeccionó el uso de este horno para la incineración de material orgánico en su fábrica de Dresde. Un político radical, sir Charles Wentworth Dilke, llevó allí el cadáver de su esposa muerta para ser cremado en 1874. El proceso eficiente y barato provocó la incineración rápida y completa del cuerpo y fue un avance técnico fundamental que finalmente hizo de la cremación industrial una posibilidad práctica.
La razón principal de sir Henry Thompson para apoyar la cremación fue que "se estaba convirtiendo en una precaución sanitaria necesaria contra la propagación de enfermedades entre una población cada día mayor en relación con el área que ocupaba". Además, él creía que la cremación evitaría el entierro prematuro, reduciría los gastos de los funerales, evitaría que los dolientes tuvieran que permanecer expuestos al clima durante el entierro y que las urnas estarían a salvo del vandalismo. El 13 de enero de 1874, algunos defensores de la cremación, incluidos Anthony Trollope, John Everett Millais, George du Maurier, Thomas Spencer Wells, John Tenniel y Shirley Brooks, se reunieron en la casa de Thompson en Londres y fundaron formalmente la Sociedad de Cremación de Gran Bretaña, que se "organizó expresamente con el propósito de obtener y difundir información sobre el tema y adoptar el mejor método para realizar el proceso, tan pronto como esto pudiera determinarse, siempre que el acto no sea contrario a la Ley".
El primer deber de la Sociedad de Cremación era determinar si la cremación podía realizarse legalmente en el país, y luego construir un primer crematorio. En 1878, sir Henry Thompson compró un terreno en Woking, donde se iba a fundar el crematorio. El profesor Gorini fue invitado a visitar Woking y supervisar allí la instalación de su aparato de cremación. 
En 1885, la primera cremación oficial en el Reino Unido tuvo lugar en Woking. La fallecida fue la señora Jeannette C. Pickersgill, una figura muy conocida en los círculos literarios y científicos. A finales de año, la Sociedad de Cremación de Gran Bretaña había supervisado dos cremaciones más, un total de 3 de 597,357 muertes en el Reino Unido ese año. En 1886, se incineraron diez cuerpos en el crematorio de Woking. Durante 1888, se llevaron a cabo 28 cremaciones, y la Sociedad de Cremación planeó proporcionar allí una capilla, salas de espera y otros servicios. En 1892 se abrió un crematorio en Mánchester, seguido de uno en Glasgow en 1895, Liverpool en 1896 y el crematorio de Birmingham en 1903.
Los crematorios en Europa se construyeron en 1878 en la ciudad de Gotha, en Alemania, y más tarde en Heidelberg, en 1891. El primer crematorio moderno en los Estados Unidos fue construido en 1876 por Francis Julius LeMoyne después de conocer su uso en Europa. Durante ese tiempo, se pensó que la gente se estaba enfermando al asistir a los funerales de los fallecidos recientemente y que los restos de los cuerpos en descomposición se estaban filtrando a los sistemas de agua. LeMoyne construyó el crematorio para incinerar los cuerpos en un ambiente controlado principalmente por razones sanitarias. La cremación se usó para destruir cualquier materia orgánica que pudiera causar enfermedades y brindar a las familias una mejor manera de preservar las cenizas. Antes de que el crematorio de LeMoyne se cerrara en 1901, había realizado 42 cremaciones.
Algunas de las diversas iglesias protestantes llegaron a aceptar la cremación, con el razonamiento de que "Dios puede resucitar un cuenco de cenizas con la misma conveniencia con que puede resucitar un cuenco de polvo". La Enciclopedia Católica de 1908 fue crítica sobre estos esfuerzos, refiriéndose a ellos como un "movimiento siniestro" y asociándolos con la francmasonería, aunque dijo que "no hay nada directamente opuesto a ningún dogma de la Iglesia en la práctica de la cremación". En 1963, el Papa Pablo VI levantó la prohibición de la cremación, y en 1966 permitió a los sacerdotes católicos oficiar ceremonias de cremación.
En los Estados Unidos, únicamente se construyó alrededor de un crematorio por año a fines del siglo XIX. A medida que el embalsamamiento fue más ampliamente aceptado y utilizado, los crematorios perdieron su ventaja sanitaria. Para no quedarse atrás, los crematorios tenían la idea de hacer bella la cremación. Empezaron a construir crematorios con vidrieras y pisos de mármol con paredes pintadas al fresco. Para 2008, la tasa de cremación era del 36.2% y crecía alrededor de 1 punto porcentual al año, según CANA, la organización más grande que representa a los crematorios y a las funerarias en los Estados Unidos y en Canadá.[cita requerida]
Australia también comenzó a establecer movimientos y sociedades modernas de cremación. Los australianos tuvieron su primer crematorio y capilla moderna en el cementerio West Terrace en la capital de Australia Meridional, Adelaida, en 1901. Este pequeño edificio, que se asemeja a los edificios de Woking, se mantuvo en gran medida sin cambios desde su estilo del siglo XIX y estuvo en pleno funcionamiento hasta fines de la década de 1950. El crematorio más antiguo en operación en Australia se encuentra en Rookwood Cemetery, en Sídney. Se abrió en 1925.[cita requerida]
En los Países Bajos, la fundación de la Asociación para la Cremación Opcional en 1874 marcó el comienzo de un largo debate sobre los méritos y deméritos de la cremación. Las leyes contra la cremación se impugnaron y se invalidaron en 1915 (dos años después de la construcción del primer crematorio en los Países Bajos), aunque la cremación no se reconoció legalmente hasta 1955.

## Tecnología

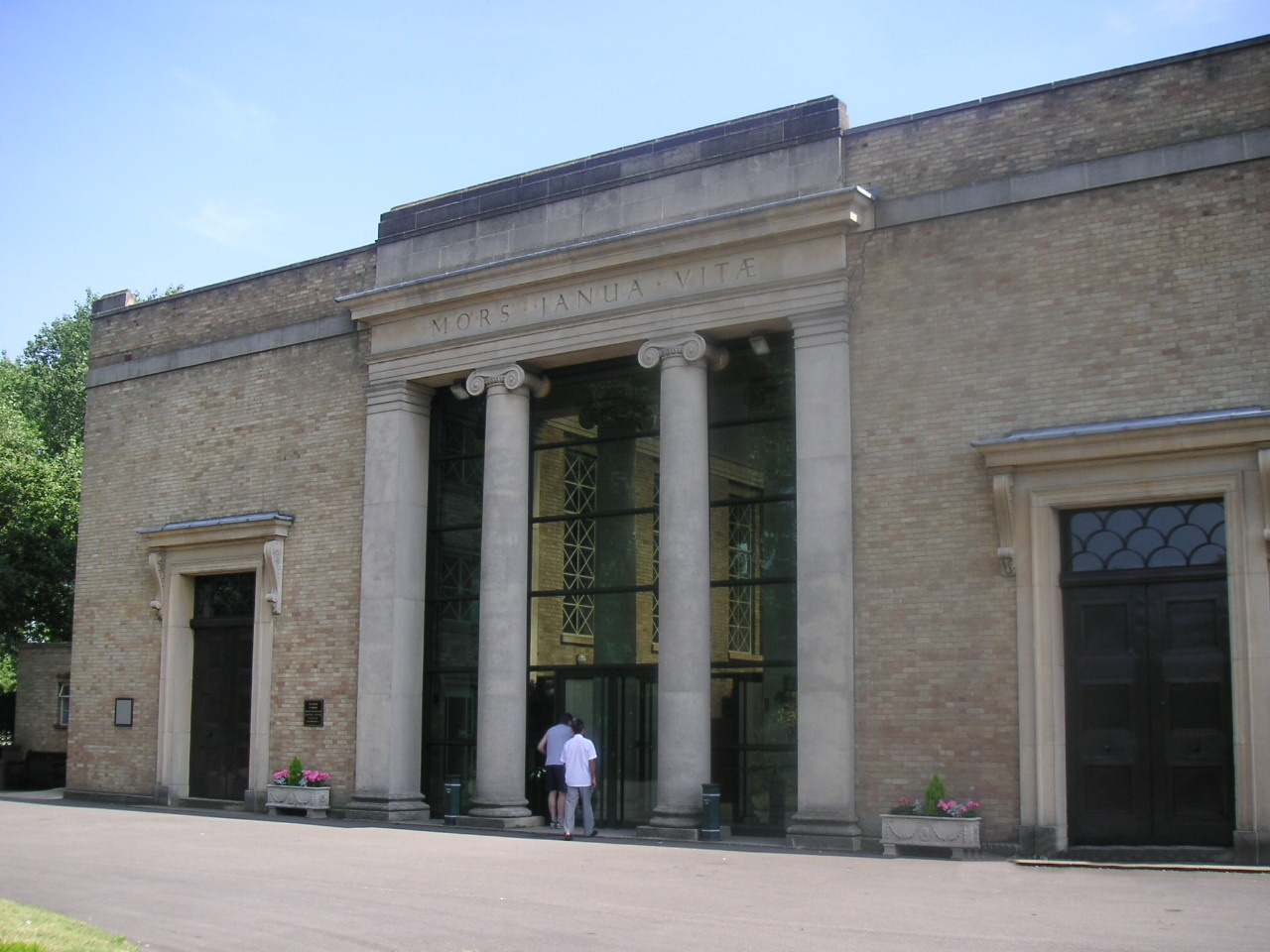
Crematorio del oeste de Londres

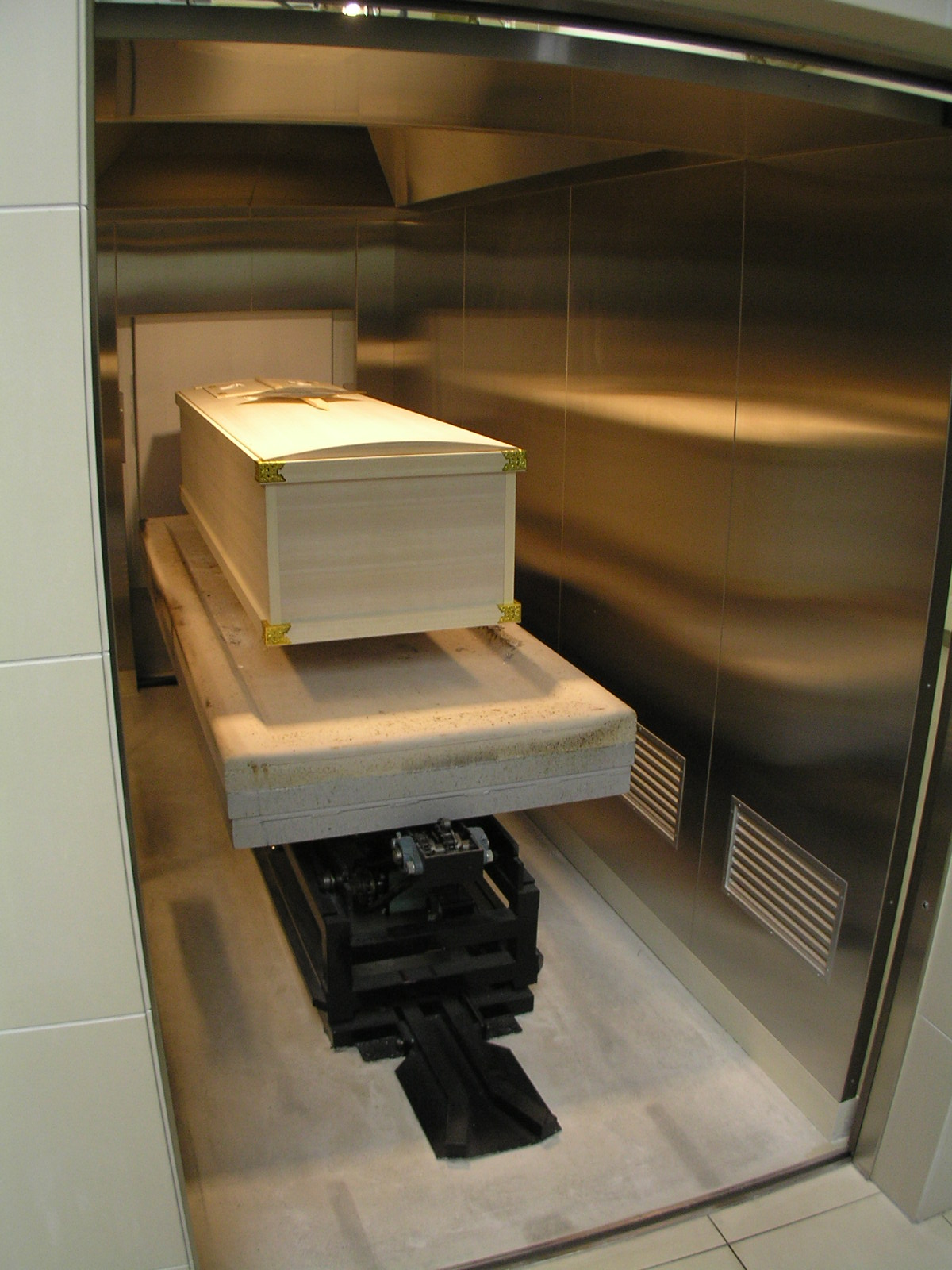
Doi-saien (Japón)

Si bien las piras abiertas al aire libre se usaban en el pasado y muchas veces se usan en muchas partes del mundo, especialmente en India, la mayoría de las incineraciones en naciones industrializadas se lleva a cabo dentro de hornos cerrados diseñados para maximizar la utilización de la energía térmica consumida y minimizar la emisión de humo y olores.

### Termodinámica
Un cuerpo humano generalmente contiene un valor calórico negativo, lo que significa que se requiere energía para quemarlo. Esto es resultado del alto contenido de agua; toda el agua debe ser vaporizada, lo que requiere una gran cantidad de energía térmica
Un cuerpo de 68 kg que contiene un 65% de agua requerirá 100 MJ de energía térmica antes de que tenga lugar cualquier combustión. 100 MJ es aproximadamente equivalente a 32 m³ de gas natural, o 3 litros de fueloil (0.8 galones estadounidenses). Se necesita energía adicional para compensar la capacidad de calor ("precalentamiento") del horno, el combustible quemado para control de emisiones y las pérdidas de calor a través del aislamiento y en los gases de combustión.°
Como resultado, los crematorios a menudo son calentados por quemadores alimentados con gas natural. Se puede usar GLP (propano/butano) o fueloil cuando no haya gas natural disponible. Estos quemadores pueden tener un rango de potencia de 150 kW (0.5 MMBTU / h) a más de 400 kW (1.5 MMBTU / h)
Crematorios calentados por electricidad también existen en India, donde los elementos de calefacción eléctrica provocan la cremación sin la aplicación directa de la llama al cuerpo.
El carbón, el coque y la madera se usaron en el pasado, calentando las cámaras desde abajo (como una olla de cocina). Esto dio como resultado un calor indirecto y evitó la mezcla de ceniza del combustible con la ceniza del cuerpo. El término retorta cuando se aplica a hornos de cremación originalmente se refirió a este diseño.
Ha habido interés, principalmente en países en desarrollo, para desarrollar un crematorio calentado por energía solar concentrada. Otro nuevo diseño que comenzó a utilizarse en la India, donde la madera se usa tradicionalmente para la cremación, es un crematorio basado en un proceso de gas de leña. Debido a la forma en que se produce el gas de madera, tales crematorios usan solo una fracción de la madera requerida; y de acuerdo con múltiples fuentes, tienen un impacto mucho menor en el medio ambiente que los procesos tradicionales de gas natural o fueloil.

### Sistema de combustión
Una unidad típica contiene una cámara de combustión primaria y secundaria. Estas cámaras están revestidas con un ladrillo refractario diseñado para resistir las altas temperaturas.
La cámara primaria contiene el cuerpo, uno a la vez, generalmente contenido en algún tipo de ataúd o contenedor combustible. Esta cámara tiene al menos un quemador para proporcionar el calor que vaporiza el contenido de agua del cuerpo y ayuda en la combustión de la porción orgánica. Existe una gran puerta para cargar el contenedor del cuerpo. La temperatura en la cámara primaria generalmente está entre 760 y 1150 °C (1400 a 2100 °F). Las temperaturas más altas aceleran la cremación, pero consumen más energía, generan más óxidos de nitrógeno y aceleran el descascarillado del revestimiento refractario del horno.
La cámara secundaria puede estar en la parte trasera o encima de la cámara primaria. Un quemador secundario se dispara en esta cámara, oxidando cualquier material orgánico que pasa desde la cámara primaria. Esto actúa como un método de control de la contaminación para eliminar la emisión de olores y humo. La cámara secundaria normalmente funciona a una temperatura superior a 900 °C (1650 °F).

### Control de contaminación del aire y recuperación de energía
Los gases de combustión de la cámara secundaria generalmente se ventilan a la atmósfera a través de un tubo revestido de refractario. Están a una temperatura muy alta e interesan en recuperar esta energía térmica, p. para el calentamiento del espacio de la capilla fúnebre, u otras instalaciones o para su distribución en las redes locales de calefacción urbana ha surgido en los últimos años. Tales esfuerzos de recuperación de calor han sido vistos tanto por el público como positiva o negativa.
Además, los sistemas de filtración (colectores de polvo) se están aplicando a los crematorios en muchos países. La adsorción de carbón activado se está considerando para la reducción del mercurio (como resultado de la amalgama dental). Gran parte de esta tecnología se toma prestada de la industria de incineración de residuos en una base reducida. Con el aumento en el uso de la cremación en las naciones occidentales donde la amalgama se ha usado de forma liberal en las restauraciones dentales, el mercurio ha sido una preocupación creciente.

### Automatización
La aplicación del control informático ha permitido que el crematorio esté más automatizado, a esa temperatura y los sensores de oxígeno dentro de la unidad junto con algoritmos preprogramados basados en el peso del fallecido permiten que la unidad opere con menos intervención del usuario. Dichos sistemas informáticos también pueden agilizar los requisitos de mantenimiento de registros con fines de seguimiento, medioambientales y de mantenimiento

### Aspectos adicionales
El tiempo para llevar a cabo una cremación puede variar de 70 minutos a 210 minutos. Los crematorios solían funcionar en los temporizadores (algunos aun lo hacen) y uno tendría que determinar el peso del cuerpo, por lo tanto, calcular por cuánto tiempo debe incinerarse el cuerpo y configurar los temporizadores en consecuencia. Otros tipos de crematorios simplemente tienen una función de inicio y parada para la cremación, que se muestra en la interfaz del usuario. El final de la cremación debe ser juzgado por el operador que a su vez detiene el proceso de cremación.